# Heteracris attenuata
Heteracris attenuata är en insektsart som först beskrevs av Boris Petrovich Uvarov 1921.  Heteracris attenuata ingår i släktet Heteracris och familjen gräshoppor. Inga underarter finns listade i Catalogue of Life.